# Bagnaia
Bagnaia är en frazione i Viterbo i Italien. 
Drygt en halvmil öster om Viterbos stadskärna och närmare 8 mil norr om Rom ligger Bagnaia vid foten av vulkanberget Monti Cimini. Orten är känd för sina heta källor, vilket går igen i namnet. Bagno står på italienska för bad. År 963 omnämns orten första gången som Bangaria och blev under 1200-talet en del av Viterbos biskopssäte. 1587 inrättade biskopen en badanläggning i Bagnaia. 1928 blev orten en frazione. 
Platsen består dels av en muromgärdad medeltida stad på ett utstickande berg (Città di Dentro) och dels av en utbyggnad från renässansen (Città di fuori) söder om stadsmuren. Denna fortsätts av Villa Lantes manieristiska trädgård som började uppföras 1566.
Bagnaia har en järnvägsstation på sträckan Roma Flaminio-Viterbo.